# ليونارد غراهام
ليونارد غراهام (بالإنجليزية: Leonard Graham)‏ (20 أغسطس 1901 المملكة المتحدة - 21 ديسمبر 1962) هو لاعب كرة قدم بريطاني.